# Język południowoarabski epigraficzny

Inskrypcja w języku południowoarabskim

Język południowoarabski epigraficzny – język znany z inskrypcji pochodzących z terenu obecnego Jemenu zapisanych pomiędzy VIII w. p.n.e. a VI w n.e. Są wśród nich inskrypcje naskalne, na stelach kamiennych oraz pisane na szypułkach liści palmowych. Język południowoarabski epigraficzny należy do języków południowosemickich. Zapisywano go pismem południowoarabskim, który miał dwie formy: monumentalną i kursywną. Wyróżnia się w nim 4 dialekty (niekiedy klasyfikowane jako osobne języki):
- sabejski
- minejski
- hadramaucki
- katabański

Wskutek działalności osadniczej i handlowej użytkowników języka południowoarabskiego epigraficznego inskrypcje w nim znajdywano również na terenie Egiptu, Etiopii i północnej Arabii.